# Revelations (album, Audioslave)
Revelations je třetí a poslední studiové album americké alternativě-rockové skupiny Audioslave. Album vyšlo v roce 2006.

## Seznam skladeb
| Pořadí         | Název                           | Délka |
| -------------- | ------------------------------- | ----- |
| 1.             | Revelations                     | 4:12  |
| 2.             | One and the Same                | 3:38  |
| 3.             | Sound of a Gun                  | 4:20  |
| 4.             | Until We Fall                   | 3:50  |
| 5.             | Original Fire                   | 3:38  |
| 6.             | Broken City                     | 3:48  |
| 7.             | Somedays                        | 3:33  |
| 8.             | Shape of Things to Come         | 4:34  |
| 9.             | Jewel of the Summertime         | 3:53  |
| 10.            | Wide Awake                      | 4:26  |
| 11.            | Nothing Left to Say but Goodbye | 3:32  |
| 12.            | Moth                            | 4:57  |
| Celková délka: | Celková délka:                  | 48:28 |

| iTunes bonusová skladba | iTunes bonusová skladba                         | iTunes bonusová skladba |
| Pořadí                  | Název                                           | Délka                   |
| ----------------------- | ----------------------------------------------- | ----------------------- |
| 13.                     | Show Me How to Live (živě z The Quart Festival) | 5:02                    |

| Best Buy bonusový disk | Best Buy bonusový disk                        | Best Buy bonusový disk |
| Pořadí                 | Název                                         | Délka                  |
| ---------------------- | --------------------------------------------- | ---------------------- |
| 14.                    | Set It Off (živě z The Quart Festival)        | 4:25                   |
| 15.                    | Doesn't Remind Me (živě z The Quart Festival) | 4:50                   |
| 16.                    | Gasoline (živě z The Quart Festival)          | 5:34                   |
| 17.                    | Out Of Exile (živě z The Quart Festival)      | 5:04                   |

## Sestava
- Chris Cornell – zpěv
- Tom Morello – kytara
- Tim Commerford – basová kytara, doprovodný zpěv
- Brad Wilk – bicí